# Edvan Bakaj
Edvan Bakaj (Tirana, 9 oktober 1987) is een Albanese voetbaldoelman die op dit moment uitkomt voor KF Tirana. Eerder speelde hij in de Albaneese Superliga voor Partizan Tirana, KS Besa Kavajë, Dinamo Tirana en KF Laçi. 
Edvan is een neef van Elis Bakaj.

## Erelijst
KF Laçi
- Albanees bekerwinnaar

2013
 KS Besa Kavajë
- Albanees bekerwinnaar

2010

## Link
- Profiel op Soccerway